# Newton Falls
Newton Falls és una població dels Estats Units a l'estat d'Ohio. Segons el cens del 2000 tenia 5.002 habitants.

## Demografia
Segons el cens del 2000, Newton Falls tenia 5.002 habitants, 2.171 habitatges, i 1.346 famílies. La densitat de població era de 847,1 habitants per km².
Dels 2.171 habitatges en un 28,9% hi vivien nens de menys de 18 anys, en un 46,1% hi vivien parelles casades, en un 12,1% dones solteres, i en un 38% no eren unitats familiars. En el 33,3% dels habitatges hi vivien persones soles el 14,9% de les quals corresponia a persones de 65 anys o més que vivien soles. El nombre mitjà de persones vivint en cada habitatge era de 2,3 i el nombre mitjà de persones que vivien en cada família era de 2,95.
Per edats la població es repartia de la següent manera: un 24,8% tenia menys de 18 anys, un 8% entre 18 i 24, un 29,1% entre 25 i 44, un 22,2% de 45 a 60 i un 15,9% 65 anys o més.
L'edat mediana era de 37 anys. Per cada 100 dones de 18 o més anys hi havia 85,7 homes.
La renda mediana per habitatge era de 32.827 $ i la renda mediana per família de 41.250 $. Els homes tenien una renda mediana de 34.067 $ mentre que les dones 21.992 $. La renda per capita de la població era de 16.039 $. Aproximadament el 8,1% de les famílies i el 10,5% de la població estaven per davall del llindar de pobresa.

## Poblacions més properes
El següent diagrama mostra les poblacions més properes.